# Cycas crassipes
Cycas crassipes là một loài thực vật hạt trần trong họ Cycadaceae. Loài này được Hung T.Chang, Y.C.Zhong & Z.F.Lu mô tả khoa học đầu tiên năm 1999.